# 杉重良
杉 重良（すぎ しげよし）は戦国時代から安土桃山時代にかけての武将。大内氏、毛利氏、大友氏の家臣。豊前松山城主。幼名は松千代丸。通称は七郎。大内氏家臣である杉重輔の長男で、子に杉元良がいる。

## 生涯
天文23年（1554年）に大内氏家臣・杉重輔の子として生まれたが、弘治3年（1557年）に父・重輔が内藤隆世の軍に討たれたため、わずか4歳で家督を継ぎ、毛利元就に仕える。
防長経略により大内氏領を併合した後に北九州へ進出した元就は、永禄4年（1561年）11月5日、かつて杉氏が在城していた豊前松山城の城主に重良を起用。天野隆重が補佐役となり、内藤就藤や毛利元種・元員父子らも在城した。翌年の永禄5年（1562年）には豊前松山城は大友氏より攻撃を受けている。
また、永禄6年（1563年）に足利義輝の斡旋により毛利氏と大友氏の間に和睦が成立し、豊前松山城は大友氏に引き渡されたが、永禄末年から天正年間にかけて毛利氏の攻撃を受け再び毛利氏の城となり、再び杉重良が入城した。
永禄12年（1569年）10月の大内輝弘の乱の際には毛利家につくか大友家につくかの葛藤の末に毛利家に従うことにし、大友家が援軍を出していた大内輝弘を攻撃して攻め滅ぼす。この戦功で徳地2000貫の地を与えられるが、「徳地は公領」という重臣たちの反対によりこれを返還し、代わりの土地300貫を与える約束をとりつけた。しかしその翌年、毛利輝元にその約束の実行を訴えたが、返答は空分となる。
天正元年（1573年）、福原広俊の娘と婚姻。
天正7年（1579年）1月以前、秋月種実が毛利氏に味方した際に豊前国の切り取りを認められ、田川郡と京都郡に侵攻すると、重良は豊前松山城に在城時に与えられた京都郡と仲津郡の二郡を要求して秋月氏に抗議している。
天正7年（1579年）1月18日、秋月種実との軋轢の影響により大友家臣・田原親宏の調略に応じた重良は豊前松山城を退去して仲津郡簑島へ移り、蓑島城において毛利氏に反旗を翻して大友氏に寝返った。毛利氏を離反した重良は秋月種実・高橋鑑種・長野助守の連合軍と戦い、2月28日に仲津郡大橋における合戦で勝利。その後、高橋鑑種と長野助守に簑島城を連日攻撃され敵数百人を討ち果たしたものの、同年3月4日に高橋鑑種に討ち取られた。享年26。なお、『筑紫軍記』によれば、同年3月3日に築城郡椎田で高橋鑑種に討ち取られたとされる。
重良の謀反により、輝元は杉氏は断絶させようとしたが、嫡男の元良（当時は松千代丸）は重良に同心していない旨を重良の正室が言上し、正室の兄である福原貞俊も輝元に対して丁寧な謝罪をしたため、輝元は幼少の元良の家督相続を認めて所領を安堵している。

## 異説
異説によれば、戦の後に落ち延びて小倉・若松・芦屋・博多などを経て対馬に渡り、田中源五郎と変名して宗氏に仕えた後、平戸の松浦氏・五島の大村氏に仕え、長崎近辺の野母村を遍歴し、朝鮮出兵にも従軍し、関ヶ原の戦いの後には鍋島氏の客分となってそこで生涯を閉じたという。尚、天正7年（1579年）3月4日に没したのは、主家に逆らって国追われた祖先を恥じて憚った重良の子孫の創作であるともされる。